# Кузьмовка (Ровненская область)
Кузьмовка (укр. Кузьмівка) — село, центр Кузьмовского сельского совета Сарненского района Ровненской области Украины.
Население по переписи 2001 года составляло 659 человек.

## История
Писатель Александр Куприн, проведя в 1897 году шесть месяцев в этом селе, написал знаменитую повесть «Олеся» на основе рассказов и преданий. В 1946 г. Указом Президиума ВС УССР село Казимирка переименовано в Кузьмовку.

## Местный совет
34561, Ровненская обл., Сарненский р-н, с. Кузьмовка, ул. Кузнецова, 81а.